# Gary Kurtz
Gary Kurtz   (Los Angeles, 27 de juliol de 1940 - Londres, 23 de setembre de 2018) fou un productor i director de cinema estatunidenc.
Kurtz fou conegut per produir les dues primeres pel·lícules de la saga de Star Wars, tot i que ja va treballar amb George Lucas en la producció d'American Graffiti, el 1973.

## Biografia
Gary Kurtz va produir els dos primers episodis de La guerra de les galàxies. Mentre produeix American Graffiti de George Lucas a Califòrnia el seu soci Lucas va tenir la idea de fer un film de ciència-ficció similar a les sèries de televisió com Flash Gordon. Kurtz va produir Una nova esperança i de L'Imperi contraataca però abandonà el projecte a causa dels rodatges caòtics que provocaren diferencies comercials i financeres amb Lucas. Kurtz va produir també Dark Crystal l'any 1982, un film de Jim Henson que s'ha tornat de culte al cap dels anys. El 1985 apostà per Oz, un món extraordinari, sense massa èxit i, en els anys posteriors tampoc va ser capaç de repetir l'èxit de les seves primeres produccions.

## Filmografia

### Com a productor
- 1971: Two-Lane Blacktop
- 1971: Chandler
- 1973: American Graffiti
- 1977: Star Wars episodi IV: Una nova esperança (Star Wars: Episode IV - A New Hope)
- 1977: The Making of 'Star Wars' (TV)
- 1980: Star Wars episodi V: L'Imperi contraataca (Star Wars: Episode V - The Empire Strikes Back)
- 1982: Dark Crystal
- 1985: Return to Oz
- 1989: Slipstream
- 1995: The Steal
- 2006: 5-25-77

### Com a actor
- 1974: El Padrí II (The Godfather: part II): Fotograf

### Com a muntador
- 1967: The Hostage

## Premis i nominacions

### Nominacions
- 1974. Oscar a la millor pel·lícula per American Graffiti[7]
- 1978. Oscar a la millor pel·lícula per La guerra de les galàxies[8]